# Liste des distinctions de Christina Aguilera
Christina Aguilera a accumulé plusieurs prix et distinctions à travers le monde tout au long de sa carrière. À l'âge de dix-neuf ans, elle remporte le GRAMMY du Meilleur Nouvel Artiste. Au total, ce sont 5 GRAMMY que Christina Aguilera a remporté depuis ses débuts avec 21 nominations.
Elle a également reçu 2 Latin GRAMMY : en 2001 dans la catégorie "Female Pop Vocal Album" pour Mi Reflejo et en 2022 dans la catégorie "Best Traditional Pop Vocal Album" pour AGUILERA. Christina Aguilera a été récompensée par 2 MTV Video Music Awards, un Billboard Music Awards, un Guinness World Records en 2005 et un total de 2 NRJ Music Awards. Elle a également été nommée aux Golden Globe Awards.
Elle reçoit en 2010 son étoile sur le Hollywood Walk of Fame en "reconnaissance de ses réalisations dans l'industrie du disque".
En 2019 lors de la convention de la D23, elle est immortalisée en tant que Légende Disney en "honneur de ses contributions remarquables à la Walt Disney Company".
Christina Aguilera a été élue l'une des 100 personnes les plus influentes au monde par le magazine Time en 2013.
En 2021, elle reçoit la première récompense du "Music Icon" lors de la cérémonie des People's Choice Awards et en 2023 le "Advocate for Change Award" lors de la cérémonie des GLAAD Awards.

## Récompenses et nominations

### 31 Nights of Halloween Fan Fest
| Année | Travail nommé      | Catégorie                                 | Résultat |
| ----- | ------------------ | ----------------------------------------- | -------- |
| 2019  | Christina Aguilera | "Music Icon Award" - Récompense d'honneur | Lauréat  |

### 4Music Video Honours
| Année | Travail nommé                     | Catégorie  | Résultat   |
| ----- | --------------------------------- | ---------- | ---------- |
| 2011  | Moves Like Jagger (avec Maroon 5) | Best Video | Nomination |

### American Latino Media Arts Awards(ALMA)
,,,,,
| Année | Travail nommé                                 | Catégorie                                                     | Résultat   |
| ----- | --------------------------------------------- | ------------------------------------------------------------- | ---------- |
| 1999  | Reflection                                    | Outstanding Performance of a Song for Feature Film            | Nomination |
| 2000  | Christina Aguilera                            | New Entertainer of the Year                                   | Lauréat    |
| 2000  | Genie in a Bottle                             | Outstanding Music Video                                       | Lauréat    |
| 2001  | My Reflection                                 | Outstanding Music or Awards Special                           | Nomination |
| 2002  | Lady Marmalade (avec Lil' Kim, Mya & Pink)    | Outstanding Song in a Motion Picture Soundtrack               | Lauréat    |
| 2002  | Nobody Wants to Be Lonely (avec Ricky Martin) | Outstanding Music Video                                       | Lauréat    |
| 2002  | 2001 GRAMMY Awards                            | Outstanding Performance in a Music, Variety or Comedy Special | Nomination |
| 2002  | Christina Aguilera                            | Outstanding Female Performer                                  | Nomination |
| 2011  | Christina Aguilera                            | Outstanding Female Performer                                  | Nomination |
| 2011  | Burlesque                                     | Favorite Movie Actress – Comedy/Musical                       | Nomination |
| 2011  | The Voice                                     | Favorite TV Reality, Variety or Comedy Personality            | Nomination |
| 2012  | The Voice                                     | Favorite TV Reality, Variety or Comedy Personality            | Lauréat    |
| 2012  | Christina Aguilera                            | "The Voice of a Generation" - Récompense d'honneur            | Lauréat    |

### American Music Awards(AMA)
,
| Année | Travail nommé      | Catégorie                        | Résultat   |
| ----- | ------------------ | -------------------------------- | ---------- |
| 2001  | Christina Aguilera | Favorite Pop/Rock Female Artist  | Nomination |
| 2003  | Christina Aguilera | International Artist of the Year | Nomination |

### AMFT Awards
| Année | Travail nommé                          | Catégorie                      | Résultat |
| ----- | -------------------------------------- | ------------------------------ | -------- |
| 2013  | Say Something (avec A Great Big World) | Best Pop Duo/Group Performance | Lauréat  |
| 2018  | Twice                                  | Best Pop Solo Performance      | Lauréat  |

### APRA Awards(Australie)
,
| Année | Travail nommé                     | Catégorie                      | Résultat   |
| ----- | --------------------------------- | ------------------------------ | ---------- |
| 2004  | Beautiful                         | Most Performed Foreign Work    | Nomination |
| 2012  | Moves Like Jagger (avec Maroon 5) | International Work of the Year | Nomination |

### Billboard Music Awards
,,,
| Année | Travail nommé                     | Catégorie                 | Résultat   |
| ----- | --------------------------------- | ------------------------- | ---------- |
| 1999  | Christina Aguilera                | Top New Female Artist     | Nomination |
| 2000  | Christina Aguilera                | Female Artist of the Year | Lauréat    |
| 2000  | Christina Aguilera                | Top Hot 100 Artist        | Nomination |
| 2000  | Christina Aguilera                | Artist of the Year        | Nomination |
| 2003  | Christina Aguilera                | Female Artist of the Year | Nomination |
| 2003  | Beautiful                         | Single of the Year        | Nomination |
| 2012  | Moves Like Jagger (avec Maroon 5) | Top Hot 100 Song          | Nomination |
| 2012  | Moves Like Jagger (avec Maroon 5) | Top Digital Song          | Nomination |
| 2012  | Moves Like Jagger (avec Maroon 5) | Top Pop Song              | Nomination |
| 2012  | Moves Like Jagger (avec Maroon 5) | Top Radio Song            | Nomination |

### Billboard Latin Music Awards
,,
| Année | Travail nommé                                    | Catégorie                                     | Résultat   |
| ----- | ------------------------------------------------ | --------------------------------------------- | ---------- |
| 2001  | Mi Reflejo                                       | Pop Album of the Year - Female                | Lauréat    |
| 2001  | Mi Reflejo                                       | Pop Album of the Year - New Artist            | Lauréat    |
| 2001  | Christina Aguilera                               | Favorite Female Artist of the Year            | Lauréat    |
| 2001  | Christina Aguilera                               | Billboard Latin 50 Artist of the Year         | Nomination |
| 2014  | Christina Aguilera                               | Crossover Artist of the Year                  | Nomination |
| 2014  | Christina Aguilera                               | Hot Latin Songs Artist of the Year - Female   | Nomination |
| 2014  | Hoy Tengo Ganas de Ti (avec Alejandro Fernández) | Hot Latin Song of the Year                    | Nomination |
| 2022  | Christina Aguilera                               | "Spirit of Hope Award" - Récompense d'honneur | Lauréat    |

### Blender Awards
| Année | Travail nommé      | Catégorie         | Résultat |
| ----- | ------------------ | ----------------- | -------- |
| 2003  | Christina Aguilera | Woman of the Year | Lauréat  |

### Blockbuster Entertainment Awards
,,,
| Année | Travail nommé      | Catégorie                          | Résultat |
| ----- | ------------------ | ---------------------------------- | -------- |
| 2000  | Genie in a Bottle  | Favorite Single                    | Lauréat  |
| 2000  | Christina Aguilera | Favorite New Female Artist         | Lauréat  |
| 2001  | Christina Aguilera | Favorite Female Artist of the Year | Lauréat  |
| 2001  | Christina Aguilera | Favorite Artist - Latino           | Lauréat  |

### BMI Pop Awards
,,,,
| Année | Travail nommé                         | Catégorie           | Résultat |
| ----- | ------------------------------------- | ------------------- | -------- |
| 2001  | What a Girl Wants                     | Most Performed Song | Lauréat  |
| 2002  | Come On Over Baby (All I Want Is You) | Most Performed Song | Lauréat  |
| 2004  | Miss Independent                      | Most Performed Song | Lauréat  |
| 2008  | Ain't No Other Man                    | Most Performed Song | Lauréat  |
| 2008  | Hurt                                  | Most Performed Song | Lauréat  |
| 2014  | Feel This Moment (avec Pitbull)       | Most Performed Song | Lauréat  |

### British Arrows (British Television Advertising Awards)
| Année | Travail nommé                           | Catégorie   | Résultat |
| ----- | --------------------------------------- | ----------- | -------- |
| 2023  | Beautiful (2022 Version) - Craft Bronze | Music Video | Lauréat  |

### Channel [V] Thailand Music Video Awards
| Année | Travail nommé                              | Catégorie               | Résultat |
| ----- | ------------------------------------------ | ----------------------- | -------- |
| 2002  | Lady Marmalade (avec Lil' Kim, Mya & Pink) | Popular Duo/Group Video | Lauréat  |
| 2003  | Beautiful                                  | Popular Female Video    | Lauréat  |

### Daily MirrorMusic Awards
| Année | Travail nommé      | Catégorie                        | Résultat |
| ----- | ------------------ | -------------------------------- | -------- |
| 2007  | Christina Aguilera | International Artist of the Year | Lauréat  |
| 2007  | Back to Basics     | International Album of the Year  | Lauréat  |

### Dufstars Awards
,,
| Année | Travail nommé               | Catégorie                                             | Résultat |
| ----- | --------------------------- | ----------------------------------------------------- | -------- |
| 2008  | Christina Aguilera (parfum) | Best Women's in Lifestyle                             | Lauréat  |
| 2008  | Christina Aguilera (parfum) | Best Women's in Lifestyle - Audience choice           | Lauréat  |
| 2010  | By Night (parfum)           | Best Women's Fragrance in Lifestyle - Audience choice | Lauréat  |
| 2011  | Royal Desire (parfum)       | Best Women's in Lifestyle - Audience choice           | Lauréat  |
| 2013  | Red Sin (parfum)            | Best Women's in Lifestyle                             | Lauréat  |
| 2013  | Red Sin (parfum)            | Best Women's in Lifestyle - Audience choice           | Lauréat  |
| 2014  | Unforgettable (parfum)      | Best Women's in Lifestyle                             | Lauréat  |
| 2014  | Unforgettable (parfum)      | Best Women's in Lifestyle - Audience choice           | Lauréat  |

### Fuse TV
| Année | Travail nommé | Catégorie              | Résultat |
| ----- | ------------- | ---------------------- | -------- |
| 2012  | Your Body     | Top 40 of 2012 - Video | Lauréat  |

### George McGovern Leadership Award
,
| Année | Travail nommé      | Catégorie                      | Résultat |
| ----- | ------------------ | ------------------------------ | -------- |
| 2012  | Christina Aguilera | McGovern-Dole Leadership Award | Lauréat  |

### GLAAD Awards
,
| Année | Travail nommé      | Catégorie                 | Résultat |
| ----- | ------------------ | ------------------------- | -------- |
| 2003  | Christina Aguilera | Special Recognition Award | Lauréat  |
| 2023  | Christina Aguilera | Advocate for Change       | Lauréat  |

### Glammy Awards
| Année | Travail nommé         | Catégorie    | Résultat |
| ----- | --------------------- | ------------ | -------- |
| 2011  | Royal Desire (parfum) | Parfum Basic | Lauréat  |

### GRAMMY Awards
| Année | Travail nommé                                 | Catégorie                                    | Résultat   |
| ----- | --------------------------------------------- | -------------------------------------------- | ---------- |
| 2000  | Christina Aguilera                            | Best New Artist                              | Lauréat    |
| 2000  | Genie in a Bottle                             | Best Female Pop Vocal Performance            | Nomination |
| 2001  | What a Girl Wants                             | Best Female Pop Vocal Performance            | Nomination |
| 2001  | Mi Reflejo                                    | Best Latin Pop Album                         | Nomination |
| 2002  | Lady Marmalade (avec Lil' Kim, Mya & Pink)    | Best Pop Collaboration with Vocals           | Lauréat    |
| 2002  | Nobody Wants to Be Lonely (avec Ricky Martin) | Best Pop Collaboration with Vocals           | Nomination |
| 2002  | Dirrty (featuring Redman)                     | Best Pop Collaboration with Vocals           | Nomination |
| 2004  | Beautiful                                     | Best Female Pop Vocal Performance            | Lauréat    |
| 2004  | Can't Hold Us Down (featuring Lil' Kim)       | Best Female Pop Vocal Performance            | Nomination |
| 2004  | Stripped                                      | Best Pop Vocal Album                         | Nomination |
| 2006  | A Song For You (avec Herbie Hancock)          | Best Pop Collaboration with Vocals           | Nomination |
| 2007  | Back to Basics                                | Best Pop Vocal Album                         | Nomination |
| 2007  | Ain't No Other Man                            | Best Female Pop Vocal Performance            | Lauréat    |
| 2008  | Candyman                                      | Best Female Pop Vocal Performance            | Nomination |
| 2008  | Steppin' Out (avec Tony Bennett)              | Best Pop Collaboration with Vocals           | Nomination |
| 2012  | Burlesque (avec Cher)                         | Best Compilation Soundtrack for Visual Media | Nomination |
| 2012  | Moves Like Jagger (avec Maroon 5)             | Best Pop Duo/Group Performance               | Nomination |
| 2015  | Say Something (avec A Great Big World)        | Best Pop Duo/Group Performance               | Lauréat    |
| 2019  | Fall in Line (featuring Demi Lovato)          | Best Pop Duo/Group Performance               | Nomination |
| 2019  | Like I Do (featuring GoldLink)                | Best Rap/Sung Collaboration                  | Nomination |
| 2023  | AGUILERA                                      | Best Latin Pop Album                         | Nomination |

### Groovevolt Music and Fashion Awards
,
| Année | Travail nommé                           | Catégorie                      | Résultat   |
| ----- | --------------------------------------- | ------------------------------ | ---------- |
| 2004  | Stripped                                | Album of the Year              | Lauréat    |
| 2004  | Stripped                                | Best Album – Female            | Nomination |
| 2004  | Beautiful                               | Song of the Year               | Lauréat    |
| 2004  | Beautiful                               | Video of the Year              | Lauréat    |
| 2004  | Beautiful                               | Best Song Performance – Female | Nomination |
| 2004  | Can't Hold Us Down (featuring Lil' Kim) | Most Fashionable Music Video   | Lauréat    |
| 2004  | Walk Away                               | Best Deep Cut                  | Nomination |

### Ivor Novello Awards(Ivors)
,
| Année | Travail nommé     | Catégorie                     | Résultat |
| ----- | ----------------- | ----------------------------- | -------- |
| 2000  | Genie in a Bottle | International Hit of the Year | Lauréat  |

### Prix Juno
| Année | Travail nommé | Catégorie                      | Résultat   |
| ----- | ------------- | ------------------------------ | ---------- |
| 2004  | Stripped      | Album International de l'année | Nomination |
| 2004  | Fighter       | Vidéoclip de l'année           | Lauréat    |
| 2007  | Hurt          | Vidéoclip de l'année           | Nomination |

### Ladies' Home JournalAwards
| Année | Travail nommé      | Catégorie                      | Résultat |
| ----- | ------------------ | ------------------------------ | -------- |
| 1999  | Christina Aguilera | Most Fascinating Woman of 1999 | Lauréat  |

### Latin GRAMMY Awards
| Année | Travail nommé                                                          | Catégorie                         | Résultat   |
| ----- | ---------------------------------------------------------------------- | --------------------------------- | ---------- |
| 2000  | Genio Atrapado                                                         | Best Female Pop Vocal Performance | Nomination |
| 2001  | Mi Reflejo                                                             | Best Female Pop Vocal Album       | Lauréat    |
| 2001  | Pero Me Acuerdo de Ti                                                  | Record of the Year                | Nomination |
| 2022  | AGUILERA                                                               | Best Traditional Pop Vocal Album  | Lauréat    |
| 2022  | AGUILERA                                                               | Album of the Year                 | Nomination |
| 2022  | Pa' Mis Muchachas (avec Becky G, Nicki Nicole, featuring Nathy Peluso) | Record of the Year                | Nomination |
| 2022  | Pa' Mis Muchachas (avec Becky G, Nicki Nicole, featuring Nathy Peluso) | Song of the Year                  | Nomination |
| 2022  | Pa' Mis Muchachas (avec Becky G, Nicki Nicole, featuring Nathy Peluso) | Best Urban Fusion/Performance     | Nomination |
| 2022  | Santo (featuring Ozuna)                                                | Best Urban Fusion/Performance     | Nomination |
| 2022  | Cuando Me Dé la Gana                                                   | Best Regional Mexican Song        | Nomination |
| 2023  | No Es Que Te Extrañe                                                   | Record of the Year                | Nomination |

### MOBO Awards
| Année | Travail nommé             | Catégorie  | Résultat |
| ----- | ------------------------- | ---------- | -------- |
| 2002  | Dirrty (featuring Redman) | Best Video | Lauréat  |

### MTV Asia Awards
,,,
| Année | Travail nommé                              | Catégorie              | Résultat   |
| ----- | ------------------------------------------ | ---------------------- | ---------- |
| 2002  | Lady Marmalade (avec Lil' Kim, Mya & Pink) | Favorite Video         | Nomination |
| 2004  | Christina Aguilera                         | Favorite Female Artist | Lauréat    |
| 2002  | Beautiful                                  | Favorite Video         | Nomination |
| 2006  | Christina Aguilera                         | Favorite Female Artist | Lauréat    |

### MTV Australia Awards
| Année | Travail nommé        | Catégorie          | Résultat   |
| ----- | -------------------- | ------------------ | ---------- |
| 2007  | Christina Aguilera   | Best Female Artist | Nomination |
| 2007  | Tell Me (avec Diddy) | Best Hook-Up       | Nomination |
| 2007  | Ain't No Other Man   | Best Pop Video     | Nomination |
| 2007  | Ain't No Other Man   | Video of the Year  | Nomination |

### MTV Europe Music Awards(EMA)
,,,,,
| Année | Travail nommé                              | Catégorie        | Résultat   |
| ----- | ------------------------------------------ | ---------------- | ---------- |
| 2001  | Lady Marmalade (avec Lil' Kim, Mya & Pink) | Best Song        | Nomination |
| 2003  | Beautiful                                  | Best Song        | Nomination |
| 2003  | Stripped                                   | Best Album       | Nomination |
| 2003  | Christina Aguilera                         | Best Female      | Lauréat    |
| 2003  | Christina Aguilera                         | Best Pop         | Nomination |
| 2006  | Christina Aguilera                         | Best Female      | Lauréat    |
| 2006  | Christina Aguilera                         | Best Pop         | Nomination |
| 2006  | Back to Basics                             | Best Album       | Nomination |
| 2007  | Christina Aguilera                         | Best Solo Artist | Nomination |
| 2008  | Christina Aguilera                         | Best Act Ever    | Nomination |

### MTV Movie Awards
| Année | Travail nommé                  | Catégorie                 | Résultat   |
| ----- | ------------------------------ | ------------------------- | ---------- |
| 2011  | Christina Aguilera - Burlesque | Best Female Breakout Star | Nomination |

### MTV TRL Awards
,
| Année | Travail nommé      | Catégorie        | Résultat   |
| ----- | ------------------ | ---------------- | ---------- |
| 2003  | Christina Aguilera | Evolution Award  | Lauréat    |
| 2003  | Christina Aguilera | First Lady Award | Nomination |
| 2004  | Christina Aguilera | First Lady Award | Nomination |

### MTV Video Music Awards(VMA)
,,,,,,,,,
| Année | Travail nommé                              | Catégorie                            | Résultat   |
| ----- | ------------------------------------------ | ------------------------------------ | ---------- |
| 2000  | What a Girl Wants                          | Best New Artist in a Video           | Nomination |
| 2000  | What a Girl Wants                          | Best Female Video                    | Nomination |
| 2000  | What a Girl Wants                          | Best Pop Video                       | Nomination |
| 2000  | What a Girl Wants                          | Viewer's Choice                      | Nomination |
| 2000  | What a Girl Wants                          | Best Choreography in a Video         | Nomination |
| 2001  | Lady Marmalade (avec Lil' Kim, Mya & Pink) | Best Choreography in a Video         | Nomination |
| 2001  | Lady Marmalade (avec Lil' Kim, Mya & Pink) | Best Dance Video                     | Nomination |
| 2001  | Lady Marmalade (avec Lil' Kim, Mya & Pink) | Best Pop Video                       | Nomination |
| 2001  | Lady Marmalade (avec Lil' Kim, Mya & Pink) | Video of the Year                    | Lauréat    |
| 2001  | Lady Marmalade (avec Lil' Kim, Mya & Pink) | Best Video from a Film               | Lauréat    |
| 2003  | Dirrty (featuring Redman)                  | Best Pop Video                       | Nomination |
| 2003  | Dirrty (featuring Redman)                  | Best Dance Video                     | Nomination |
| 2003  | Dirrty (featuring Redman)                  | Best Choreography in a Video         | Nomination |
| 2003  | Dirrty (featuring Redman)                  | Best Female Video                    | Nomination |
| 2004  | The Voice Within                           | Best Female Video                    | Nomination |
| 2004  | The Voice Within                           | Viewer's Choice                      | Nomination |
| 2004  | The Voice Within                           | Best Cinematography in a Video       | Nomination |
| 2006  | Ain't No Other Man                         | Video of the Year                    | Nomination |
| 2006  | Ain't No Other Man                         | Best Pop Video                       | Nomination |
| 2006  | Ain't No Other Man                         | Best Female Video                    | Nomination |
| 2006  | Ain't No Other Man                         | Best Choreography in a Video         | Nomination |
| 2007  | Candyman                                   | Best Director (avec Matthew Rolston) | Nomination |
| 2007  | Feel This Moment (avec Pitbull)            | Best Collaboration                   | Nomination |

### MTV Video Music Awards - Japon
,,
| Année | Travail nommé                              | Catégorie                | Résultat   |
| ----- | ------------------------------------------ | ------------------------ | ---------- |
| 2002  | Lady Marmalade (avec Lil' Kim, Mya & Pink) | Best Video From a Film   | Lauréat    |
| 2005  | Car Wash (featuring Missy Elliott)         | Best Video From a Film   | Nomination |
| 2007  | Ain't No Other Man                         | Best Pop Video           | Nomination |
| 2012  | Moves Like Jagger (avec Maroon 5)          | Best Group Video         | Nomination |
| 2012  | Moves Like Jagger (avec Maroon 5)          | Best Collaboration Video | Nomination |

### Music Video Production Association Awards (MVPA)
,,,,,,,,,,
| Année | Travail nommé                                  | Catégorie                         | Résultat   |
| ----- | ---------------------------------------------- | --------------------------------- | ---------- |
| 2001  | Come On Over Baby (All I Want Is You)          | Best Choreography                 | Nomination |
| 2002  | What's Going On? (avec "Artists Against AIDS") | Video of the Year - R&B           | Lauréat    |
| 2002  | Lady Marmalade (avec Lil' Kim, Mya & Pink)     | Best Styling                      | Lauréat    |
| 2003  | Dirrty (featuring Redman)                      | Video of the Year – Pop           | Nomination |
| 2003  | Dirrty (featuring Redman)                      | Best Styling                      | Lauréat    |
| 2003  | Dirrty (featuring Redman)                      | Best Art Direction                | Nomination |
| 2003  | Dirrty (featuring Redman)                      | Best Choreography                 | Nomination |
| 2004  | Fighter                                        | Outstanding Female Performer      | Lauréat    |
| 2004  | Fighter                                        | Video of the Year - Pop           | Lauréat    |
| 2004  | Fighter                                        | Best Direction of a Female Video  | Nomination |
| 2004  | Fighter                                        | Video of the Year                 | Nomination |
| 2007  | Hurt                                           | Video of the Year                 | Lauréat    |
| 2007  | Hurt                                           | Best Adult Contemporary Video     | Nomination |
| 2007  | Hurt                                           | Best Art Direction                | Nomination |
| 2007  | Hurt                                           | Best Direction of a Female Artist | Nomination |
| 2007  | Ain't No Other Man                             | Best Choreography                 | Nomination |
| 2007  | Ain't No Other Man                             | Best Pop Music Video              | Nomination |
| 2008  | Candyman                                       | Best Direction in a Pop Video     | Lauréat    |
| 2008  | Candyman                                       | Best Choreography                 | Nomination |
| 2008  | Candyman                                       | Best Art Direction                | Nomination |
| 2008  | Candyman                                       | Best Direction of a Female Artist | Nomination |

### My VH1 Music Awards
,
| Année | Travail nommé                                  | Catégorie                                 | Résultat   |
| ----- | ---------------------------------------------- | ----------------------------------------- | ---------- |
| 2000  | Christina Aguilera (album)                     | Must-Have Album                           | Nomination |
| 2000  | Christina Aguilera                             | Welcome to the Big Time!                  | Nomination |
| 2000  | Christina Aguilera                             | Woman of the Year                         | Nomination |
| 2000  | Christina Aguilera                             | Booty Shake                               | Nomination |
| 2001  | Lady Marmalade (avec Lil' Kim, Mya & Pink)     | My Favorite Video                         | Lauréat    |
| 2001  | Lady Marmalade (avec Lil' Kim, Mya & Pink)     | Is It Hot in Here or Is It Just My Video? | Lauréat    |
| 2001  | Lady Marmalade (avec Lil' Kim, Mya & Pink)     | There's No "I" in Team                    | Nomination |
| 2001  | What's Going On? (avec "Artists Against AIDS") | There's No "I" in Team                    | Lauréat    |

### NRJ Music Awards(NMA)
,
| Année | Travail nommé      | Catégorie                                  | Résultat   |
| ----- | ------------------ | ------------------------------------------ | ---------- |
| 2007  | Christina Aguilera | Artiste féminine Internationale de l’année | Lauréat    |
| 2007  | Back to Basics     | Album International de l’année             | Lauréat    |
| 2007  | Ain't No Other Man | Chanson Internationale de l’année          | Nomination |
| 2009  | Christina Aguilera | Artiste féminine Internationale de l’année | Nomination |

### NRJ Radio Awards (Scandinavie)
,,,
| Année | Travail nommé                              | Catégorie                  | Résultat   |
| ----- | ------------------------------------------ | -------------------------- | ---------- |
| 2001  | Lady Marmalade (avec Lil' Kim, Mya & Pink) | Best International Song    | Nomination |
| 2001  | Lady Marmalade (avec Lil' Kim, Mya & Pink) | Best Song from Soundtrack  | Nomination |
| 2004  | Christina Aguilera                         | Best International Female  | Nomination |
| 2004  | Christina Aguilera                         | Best Pop Artist            | Lauréat    |
| 2007  | Christina Aguilera                         | Foreign Artist of the Year | Nomination |

### People's Choice Awards
,,,,,
| Année | Travail nommé                      | Catégorie                                 | Résultat   |
| ----- | ---------------------------------- | ----------------------------------------- | ---------- |
| 2004  | Car Wash (featuring Missy Elliott) | Favorite Remake                           | Nomination |
| 2004  | Car Wash (featuring Missy Elliott) | Favorite Combined Forces                  | Nomination |
| 2007  | Ain't No Other Man                 | Favorite R&B Song                         | Nomination |
| 2012  | Moves Like Jagger (avec Maroon 5)  | Favorite Song of the Year                 | Nomination |
| 2013  | The Voice                          | Favorite Celebrity Judge                  | Nomination |
| 2013  | Christina Aguilera                 | "People's Voice" - Récompense d'honneur   | Lauréat    |
| 2020  | Loyal Brave True                   | Soundtrack Song of the Year               | Nomination |
| 2021  | Christina Aguilera                 | "Music Icon Award" - Récompense d'honneur | Lauréat    |

### Premios Amigo
,
| Année | Travail nommé      | Catégorie                   | Résultat   |
| ----- | ------------------ | --------------------------- | ---------- |
| 2000  | Christina Aguilera | Best International Newcomer | Lauréat    |
| 2000  | Christina Aguilera | Best Latin Newcomer         | Nomination |
| 2000  | Christina Aguilera | Female Artist               | Nomination |

### Premios Lo Nuestro
,,
| Année | Travail nommé                                    | Catégorie                     | Résultat   |
| ----- | ------------------------------------------------ | ----------------------------- | ---------- |
| 2001  | Mi Reflejo                                       | Pop Album of the Year         | Nomination |
| 2001  | Christina Aguilera                               | Pop New Artist of the Year    | Lauréat    |
| 2001  | Christina Aguilera                               | Pop Female Artist of the Year | Lauréat    |
| 2002  | Christina Aguilera                               | Pop Female Artist of the Year | Nomination |
| 2014  | Hoy Tengo Ganas de Ti (avec Alejandro Fernández) | Video of the Year             | Nomination |

### Q Awards
,
| Année | Travail nommé             | Catégorie   | Résultat   |
| ----- | ------------------------- | ----------- | ---------- |
| 2003  | Dirrty (featuring Redman) | Best Single | Lauréat    |
| 2003  | Dirrty (featuring Redman) | Best Video  | Nomination |

### Smash HitsPoll Winners Party
,,,,,,
| Année | Travail nommé      | Catégorie                                             | Résultat   |
| ----- | ------------------ | ----------------------------------------------------- | ---------- |
| 2000  | Christina Aguilera | Best Female Singer                                    | Nomination |
| 2000  | Christina Aguilera | Best Dressed Female                                   | Nomination |
| 2000  | Christina Aguilera | Most Fanciable Female on the Planet                   | Nomination |
| 2000  | Christina Aguilera | Worst Female Singer                                   | Lauréat    |
| 2000  | Christina Aguilera | Worst Dressed Person                                  | Nomination |
| 2002  | Christina Aguilera | Worst Dressed Person                                  | Lauréat    |
| 2002  | Christina Aguilera | Worst Hair                                            | Lauréat    |
| 2002  | Christina Aguilera | Flop Mob Award                                        | Lauréat    |
| 2003  | Christina Aguilera | Best Female Solo Artist                               | Lauréat    |
| 2003  | Christina Aguilera | Pop Song of the Year (avec Madonna et Britney Spears) | Lauréat    |
| 2004  | Christina Aguilera | Top Pop Mod                                           | Nomination |
| 2004  | Christina Aguilera | Worst Dressed Star                                    | Nomination |

### Teen Choice Awards
,,,,,,,,
| Année | Travail nommé                                      | Catégorie                  | Résultat   |
| ----- | -------------------------------------------------- | -------------------------- | ---------- |
| 1999  | Christina Aguilera                                 | Female Artist              | Nomination |
| 1999  | Genie in a Bottle                                  | Music Video                | Nomination |
| 1999  | Genie in a Bottle                                  | Music Single               | Nomination |
| 1999  | Genie in a Bottle                                  | Summer Song                | Nomination |
| 2000  | Christina Aguilera                                 | Female Hottie              | Nomination |
| 2000  | Christina Aguilera                                 | Female Artist              | Nomination |
| 2000  | Christina Aguilera (album)                         | Album                      | Nomination |
| 2000  | I Turn To You                                      | Love Song                  | Nomination |
| 2000  | What a Girl Wants                                  | Single                     | Nomination |
| 2001  | Lady Marmalade (avec Lil' Kim, Mya & Pink)         | Summer Song                | Lauréat    |
| 2001  | Christina Aguilera                                 | Summer Music Star : Female | Lauréat    |
| 2001  | Christina Aguilera                                 | Female Artist              | Nomination |
| 2003  | Christina Aguilera                                 | Female Artist              | Nomination |
| 2003  | Stripped                                           | Album                      | Nomination |
| 2003  | Beautiful                                          | Single                     | Nomination |
| 2003  | Dirrty (featuring Redman)                          | Hook-Up                    | Nomination |
| 2003  | Justified & Stripped Tour (avec Justin Timberlake) | Tour of the Summer         | Lauréat    |
| 2006  | Ain't No Other Man                                 | R&B/Hip Hop Song           | Nomination |
| 2011  | The Voice                                          | Female Personality (TV)    | Nomination |
| 2012  | The Voice                                          | Female Personality (TV)    | Nomination |
| 2012  | Moves Like Jagger (avec Maroon 5)                  | Single by a Group          | Nomination |
| 2013  | Feel This Moment (avec Pitbull)                    | Single by a Male Artist    | Nomination |

### TMF Awards(Belgique)
| Année | Travail nommé                              | Catégorie                        | Résultat |
| ----- | ------------------------------------------ | -------------------------------- | -------- |
| 2001  | Lady Marmalade (avec Lil' Kim, Mya & Pink) | International Video of the Year  | Lauréat  |
| 2003  | Fighter                                    | International Video of the Year  | Lauréat  |
| 2003  | Stripped                                   | Best International Album         | Lauréat  |
| 2003  | Christina Aguilera                         | Best International Female Artist | Lauréat  |

### TMF Awards (Pays-Bas)
| Année | Travail nommé                              | Catégorie                        | Résultat |
| ----- | ------------------------------------------ | -------------------------------- | -------- |
| 2000  | Christina Aguilera                         | Most Promising Act               | Lauréat  |
| 2002  | Lady Marmalade (avec Lil' Kim, Mya & Pink) | International Video of the Year  | Lauréat  |
| 2003  | Christina Aguilera                         | Best International Female Artist | Lauréat  |
| 2004  | Christina Aguilera                         | Best International Female Artist | Lauréat  |

### Virgin Media Music Awards
| Année | Travail nommé      | Catégorie     | Résultat |
| ----- | ------------------ | ------------- | -------- |
| 2011  | Christina Aguilera | Best Comeback | Lauréat  |

### Webby Awards
| Année | Travail nommé            | Catégorie                  | Résultat |
| ----- | ------------------------ | -------------------------- | -------- |
| 2023  | Beautiful (2022 Version) | Music Video, General Video | Lauréat  |

### Wembley Arena Awards
| Année | Travail nommé      | Catégorie                         | Résultat |
| ----- | ------------------ | --------------------------------- | -------- |
| 2003  | Christina Aguilera | Wembley Female Artist of the Year | Lauréat  |

### World Music Awards
,,,,
| Année | Travail nommé                                    | Catégorie                        | Résultat   |
| ----- | ------------------------------------------------ | -------------------------------- | ---------- |
| 2000  | Christina Aguilera                               | Best-Selling New Female Artist   | Lauréat    |
| 2001  | Christina Aguilera                               | Best-Selling Female Latin Artist | Lauréat    |
| 2001  | Christina Aguilera                               | Best Live Act                    | Nomination |
| 2001  | Christina Aguilera                               | Best Female Artist               | Nomination |
| 2001  | Christina Aguilera                               | Best Entertainer                 | Nomination |
| 2014  | Lotus                                            | Best Album                       | Nomination |
| 2014  | Christina Aguilera                               | Best Female Artist               | Nomination |
| 2014  | Feel This Moment (avec Pitbull)                  | Best Song                        | Nomination |
| 2014  | Feel This Moment (avec Pitbull)                  | Best Video                       | Nomination |
| 2014  | Say Something (avec A Great Big World)           | Best Video                       | Nomination |
| 2014  | Hoy Tengo Ganas de Ti (avec Alejandro Fernández) | Best Song                        | Nomination |
| 2014  | Your Body                                        | Best Song                        | Nomination |
| 2014  | Your Body                                        | Best Video                       | Nomination |

### YoungStar Awards
,
| Année | Travail nommé                           | Catégorie                                    | Résultat   |
| ----- | --------------------------------------- | -------------------------------------------- | ---------- |
| 1999  | Genie in a Bottle et Christina Aguilera | Best Young Recording Artist or Musical Group | Nomination |
| 2000  | Christina Aguilera                      | YoungStar Starlight Award                    | Lauréat    |

## Autres distinctions

### Distinctions spéciales

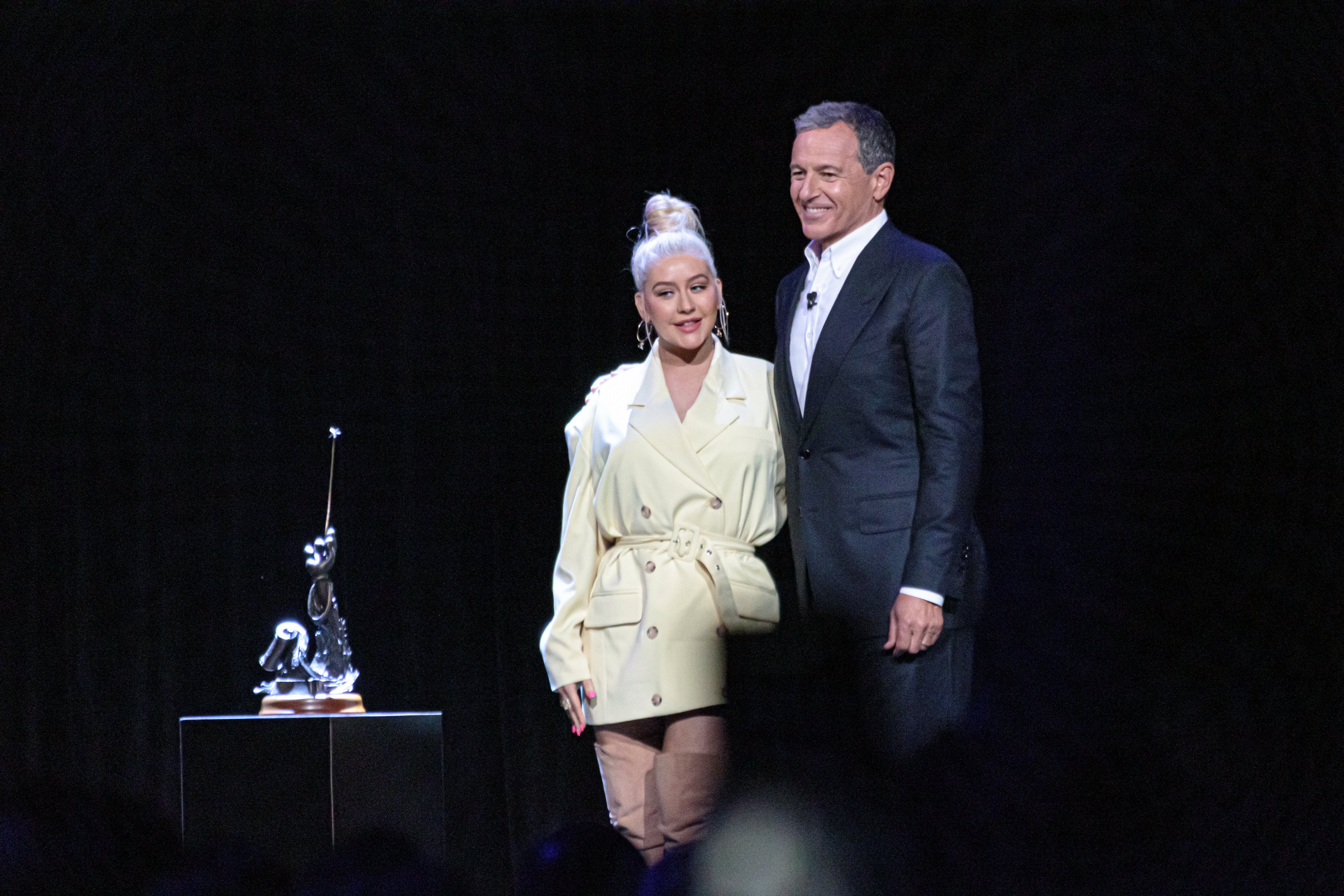
Christina Aguilera lors de la soirée de récompense des Disney Legends à la D23 EXPO de 2019

| Pays       | Année | Distinction obtenue                                          | Source  |
| ---------- | ----- | ------------------------------------------------------------ | ------- |
| Etats-Unis | 2000  | Intronisée au "Young Hollywood Hall of Fame"                 | [ 138 ] |
| Etats-Unis | 2010  | Immortalisée au "Hollywood Walk of Fame"                     | [ 139 ] |
| Etats-Unis | 2011  | Immortalisée au "Gay Walk of Fame" du Abbey Club d'Hollywood | ,       |
| Etats-Unis | 2019  | Honorée comme "Disney Legend" par la Walt Disney Company     | [ 142 ] |

### Année 2000
- Starlight Awards : Outstanding Humanitarian Contribution
- Latina Magazine : Entertainer of the Year
- Maxim Magazine : Woman of the Year, Best International female
- Echo Awards : Best International Newcomer

### Année 2001
- Radio Music Awards : Song of the Year Top 40 Pop Radio "Lady Marmalade"
- Billboard Video Awards : Director of the Year Paul Hunter "Lady Marmalade"
- Irish America Magazine : Top 100 Irish In America 2001[143]
- Rolling Stone Magazine : Best Soundtrack, Readers' Pick (#3) "Moulin Rouge"
- Entertainment News Award : Best Dressed at Grammys
- Teen People Readers' Choice Awards : 25 Hottest Stars Under 25

### Année 2002
- 2 ASCAP Pop Music Awards : "Come On Over (All I Want Is You)" & "Lady Marmalade"
- Starlight Award : Hottest Viddeo of the Year
- Billboard Video Award : Director of the Year (Paul Hunter) "Lady Marmalade"
- 3 OVMA : Female Artist Of The Year, Best Female Video - "Dirrty", Best USA Artist

### Année 2003
- Sugar Magazine : Inspirational Girls Top 100
- Top Of The Pops Awards : of the Year
- 4 Teen People Readers' Choice Awards : Best Tour "Justified And Stripped Tour", Best Booty-Shakin' Song "Dirrty", Most Empowering Anthem "Can't Hold Us Down", Best Image 180°
- 2 Teen.com Award : Best Female Artist, Best Song Female Artist: "Beautiful"
- HX Awards : Dance Song of the Year "Beautiful (Peter Rauhofer Mix)"
- Channel [V] Thailand Music Video Awards : Popular Female Video "Beautiful"
- Starlight Award : Coolest Album of the Year
- 4 Rolling Stone Magazine : Best Female Performer, Best Tour, Readers' Top Ten Singles (#2) "Beautiful", Best Video, Readers' Pick (#2) "Beautiful"
- 3 Pop Awards (Singapore) : Best Female Artist, Miss Pop Of The Year, Best Album - "Stripped"
- 2 Amigo Awards : Best International Female Artist, Best International Album[103]
- ASCAP Pop Music Awards : "Miss Independent" (Kelly Clarkson)
- Maxim Magazine : Sexiest Woman of the Year[144]
- 7 OVMA : Female Artist Of The Year, Best Female Video - "Fighter", Best Pop Vocal Performance - "Beautiful", Best Pop Video - "Fighter", Best Comeback, Artist Of The Year, Best USA Artist
- People Magazine : Most Beautiful People

### Année 2004
- 4 Rolling Stone Music Awards : Best Tour -choix des lecteurs- Justified And Stripped Tour (no 1) | Best Video -choix des lecteurs- Beautiful (no 2) | Best Female Performer -choix des lecteurs- (no 1) | Readers' Top Ten Singles - Beautiful (no 2)
- Musicnotes : Song of the Year "Beautiful" (Linda Perry)
- ASCAP Pop Music Awards : "Beautiful"
- Glamour Women of the Year Awards : Woman of the Year
- 5 OVMA : Female Artist of the Year, Best Female Video - "The Voice Within", Best Pop Vocal Performance for a Video - "The Voice Within", Video Of The Year - "The Voice Within", Album Of The Year - "Stripped"

### Année 2005
- ASCAP Pop Music Awards : Can't Hold Us Down
- OVMA : Best Pop Vocal Performance in a Video - "Tilt Ya Head Back feat. Nelly"

### Année 2006
- 2 Teen.com Awards : Best Female Artist | Best CD Back to Basics
- Sugar Magazine : Most Inspirational Celebrity
- 3 Rolling Stone Magazine : Best Female Performer, Best R&B Artist, The 100 Best Songs of the Year (#18) "Ain't No Other Man"
- 3 Pop Awards (Singapore) : Best Female Artist, Miss Pop Of The Year, Best Album "Back to Basics"
- Amigo Award : Best International Album[103]
- Entertainment Weekly Award : "Must-List" Entertainer of the Year
- iTunes Awards : Best Pop Album of the Year "Back to Basics"
- Maxim Magazine : Most Awesome Video "Ain't No Other Man"
- 3 OVMA : Female Artist 0f The Year, Album Of The Year - "Back To Basics", Best Female Video - "Ain't No Other Man"
- US Weekly : Hot Young Hollywood

### Année 2007
- POPrepublic's Annual Public Voting : Best International Female
- 5 OVMA : Best Pop Video - "Hurt" | Best Editing - "Candyman" | Best Costume in a Video (Female) "Hurt" | Best Female Video - "Hurt" | Video Of The Year "Hurt"
- People Magazine : Most Beautiful People
- POPrepublic's Annual Public Voting : Best International Female

### Année 2008
- 3 ASCAP Pop Music Awards : "Ain't No Other Man", "Hurt", "Candyman"

### Année 2011
- MSN Entertainment Awards : Best Attempt at Acting
- MTV News Readers' Poll : Best GRAMMY Performance (hommage à Aretha Franklin (avec Jennifer Hudson, Florence Welch, Martina McBride et Yolanda Adams)
- People Magazine : Most Beautiful People